# Satyria panurensis
Satyria panurensis är en ljungväxtart som först beskrevs av George Bentham och Meissner, och fick sitt nu gällande namn av George Bentham och Hooker f. Satyria panurensis ingår i släktet Satyria och familjen ljungväxter. Inga underarter finns listade i Catalogue of Life.